# SeeA
Kang Eun-young (en coreano: 강은영; Busan, Corea del Sur), más conocida como SeeA, es una cantante surcoreana. Es miembro de PinkFantasy y fue parte de la segunda alineación del grupo Piggy Dolls en 2013.

## Carrera

### 2013-2018: Piggy Dolls y predebut en PinkFantasy
El 5 de septiembre de 2013, debutó con su nombre real como miembro de la nueva alineación de Piggy Dolls con el sencillo "Ordinary Girl", bajo la agencia Winning Insight.
El 27 de septiembre de 2013 lanzaron el EP "Butterflies", que incluye una canción homónima y el sencillo previamente estrenado. Sin embargo, tiempo después, el grupo se disolvió.
El 16 de marzo de 2018 participó como concursante de la quinta temporada del programa musical "I Can See Your Voice" de Mnet.

### 2018-actualidad: PinkFantasy
El 9 de julio de 2018 fue presentada como miembro de PinkFantasy, donde debutó el 24 de octubre del mismo año con el sencillo "Iriwa", pero esta vez bajo el seudónimo SeeA.
Actualmente continúa activa en dicho girlgroup y ha sido parte de todos los lanzamientos grupales. Además ha participado en dos subunidades del grupo, PinkFantasy SHY y PinkFantasy Shadow.

## Discografía

### Piggy Dolls
- Ordinary Girl - Single (2013)
- Butterflies - EP (2013)

### PinkFantasy[7]
- Iriwa - Single (2018)
- 12 o'clock - Single (2019)
- Fantasy - Single (2019)
- Playing House - Single (2019)
- Shadow Play - Single (2020)
- Lemon Candy - Single (2021)
- Alice in Wonderland - EP (2021)
- 기기괴괴 (Tales of The Unusual) - EP (2021)
- Merry Fantasy - Single (2021)
- Luv Is True (Luv.i.t) - Single (2022)

## Filmografía

### Programas de variedades
| Año  | Título               | Rol        | Emisora | Ref.   |
| ---- | -------------------- | ---------- | ------- | ------ |
| 2018 | I Can See Your Voice | Ella misma | Mnet    | [ 8 ]  |
| 2019 | V-1                  | Ella misma | tvN     | [ 9 ]  |
| 2019 | promiSINGER          | Ella misma | Arirang | [ 10 ] |

### Programas de concursos
| Año       | Título     | Rol                                      | Emisora | Resultado | Ref.   |
| --------- | ---------- | ---------------------------------------- | ------- | --------- | ------ |
| 2021-2022 | Hello Trot | SeeA (como parte del equipo Kim Soo-hee) | MBN     | -         | [ 11 ] |

### Series de televisión
| Año  | Título      | Tipo   | Rol | Emisora | Ref.          |
| ---- | ----------- | ------ | --- | ------- | ------------- |
| 2013 | Royal Villa | Sitcom | -   | JTBC    | [ 12 ] [ 13 ] |

### Vídeos musicales
| Año  | Título             | Artista           | Nota       |
| ---- | ------------------ | ----------------- | ---------- |
| 2019 | 치어맨 (Cheer Man) | SUV (Shindong&UV) | SM Station |